# ساب جاس-39 غربين
جاس-39 غربين طائرات مقاتلة سويدية خفيفة الوزن ذات محرك واحد متعددة المهام، تصنعها شركة ساب، صُنعت لتخلف الطائرة ساب35 Darkenو 37 Viggen في سلاح الجو السويدي هي أحد الاجيال المصممة لهذة الطائرة التي استطاعت ان تحقق مركزا متقدما بالنسبة للطائرات الاوربية المقاتلة. اجنحة الطائرة على شكل دلتا وهي مزودي بمحرك Volvo RM12 يولد طاقة تبلغ 97 كيلو نيوتن بسرعة قصوى 2 ماخ.  وبالرغم من قلة الوقود الداخلي الذي تحمله الطائرة المقدر بحوالي 3360 كيلو جرام، إلا أن وزن الطائرة الخفيف واقتصاديات التشغيل الجيدة للمحرك تعطيها مدي يبلغ حوالي 3500 كم بخزانات الوقود الخارجية. يبلغ ثمن الطائرة تقريبا من 30 إلى 60 مليون دولار لبعض النسخ  ولا تزيد تكلفة تشغيلها عن 5000 دولار للساعة لذلك تعتبر من أرخص مقاتلات الجيل الرابع. المقاتلة تحمل 10 نقاط تعليق خارجية تستطيع حمل 7200 كجم من الأسلحة.

## التصميم
صُممت هذه الطائرة المقاتلة من قبل مؤسسة ساب والتي برعت بتصميمها الخارجي إضافة إلى التجيهزات الحديثة التي ضمتها مقصورة الطائرة وهذا ما اهلها لتكون طائرة متعددة الأغراض ولها القدرة على القيام بالعمليات الجوية في مختلف الظروف الجوية وبمجالات جوية واسعة حيث جهزت الطائرة بمحرك من طراز (فولفو ار أم 12).
وقد جعلت القوات الجوية السويدية على ما يقارب 300 طائرة من النوع المذكور كدفعة أولى كذلك حصلت على 110 طائرات أيضا كدفعة ثانية وجهزت السويد قواتها ب85 طائرة بمنتصف عام 2000. إضافة إلى ذلك بدات السويد تسعد لتجهيز قواتها بنماذج حديثة أخرى من طائرة كربن نوع جاز 39 اس سي احادية المقعد ونوع جاز 39 دي اس ثنائية المقعد.
وكلا النموذجبن المذكورين جهزا بمحرك نوع (ار أم 12 يو بي) كما أنها جهزت برادار مزدوج وشاشات عرض ورادار مراقبة ووحدات طاقة ثانوية. وان النموذج الأول من الطائرات نوع كربن كان قد تم انجازة عام 1994 وانها قامت بمهامها العملياتية في ايلول عام 1997 ومنذ منتصف العام 2000 وقعت خطة لإنتاج طائرات كربن الحديثة حتى عام 2010.
تلبي هذه الطائرة متطلبات القوة الجوية السويدية من حيث قابليتها للإقلاع والهبوط من مدارج ضيقة كون مطارات وقواعد السويد قصيرة لكونها تطل على البحر وضيق مساحة السويد لان البحر يحيط بها من كل جانب تقريبا، الطائرة الآن في خدمة سلاح الجو الملكي السويدي والطيران التشيكي والقوة الجوية الهنغارية علما بأن السويد أنتجت عدد قليل من هذه الطائرة بسبب التكاليف والتمويل.

## المستخدمون

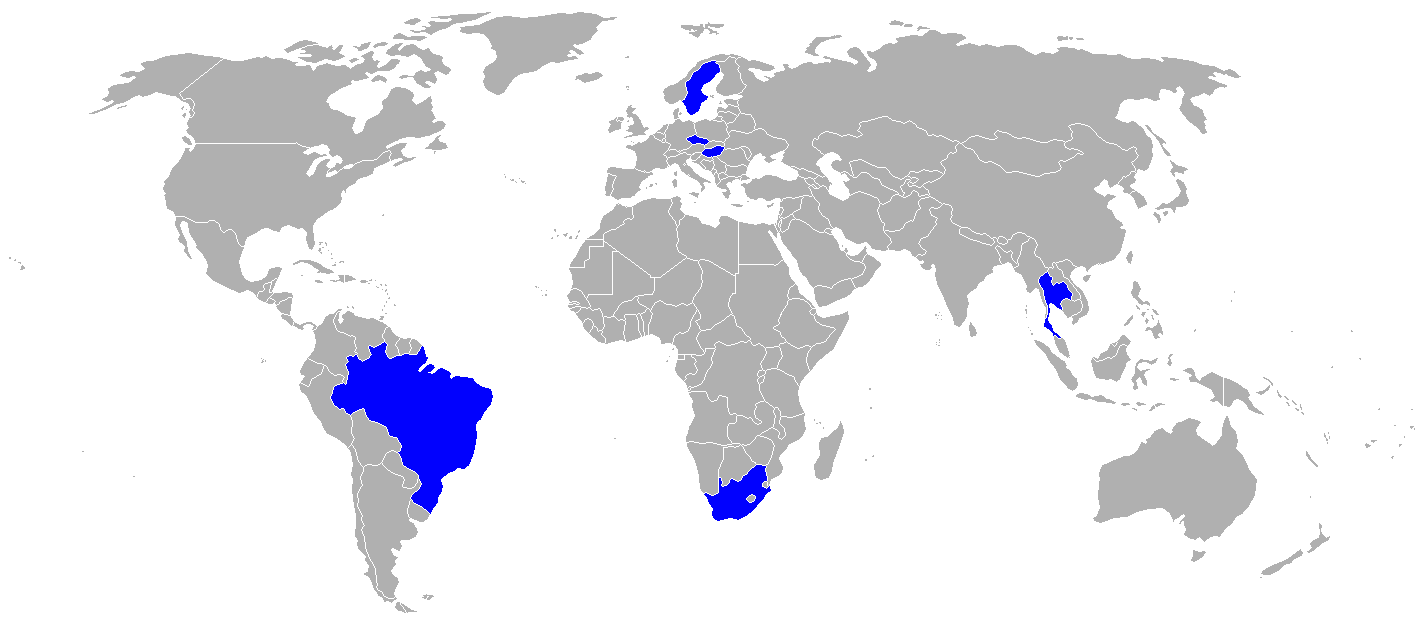
خريطة توضح المستخدمين لطائرة جاس-39 حول العالم باللون الارزق (2010)

اعتبارًا من يناير 2011 كان هناك 163 طائرة غربين عاملة.
 السويد
تمتلك القوات الجوية السويدية 204 طائرات بما في ذلك 28 طائرة مؤجرة للقوات التشيكية والهنغارية وخلال عام 2007 اعلنت الحكومة السويدية عن ابقاء 100 طائرة فقط في حالة تشغيلية.
 جمهورية التشيكتمتلك القوات الجوية التشيكية 14 طائرة غربين بالإيجار من قبل القوات الجوية السويدية
 المجرتمتلك القوات الجوية الهنغارية 14 طائرة غربين بالإيجار من قبل القوات الجوية السويدية ولكن ينص عقد الإيجار على أن بعد انتهاء فترة التأجير، ستصبح المقاتلات ملكًا للقوات المسلحة المجرية.[بحاجة لمصدر]
 جنوب إفريقياتمتلك القوات الجوية الجنوب أفريقية 26 طائرة.
 تايلانديمتلك سلاح الجو الملكي التايلاندي 12 طائرة بما فيها 8 طلبيات مؤكدة قيد التسليم.
 المملكة المتحدةالمدرسة الإمبراطورية لاختبار الطيارين تستخدم الطائرة منذ عام 1999 كطائرة تدريب نفاثة متطورة.

## مواصفات

رسم تصميم طائرة جاس-39

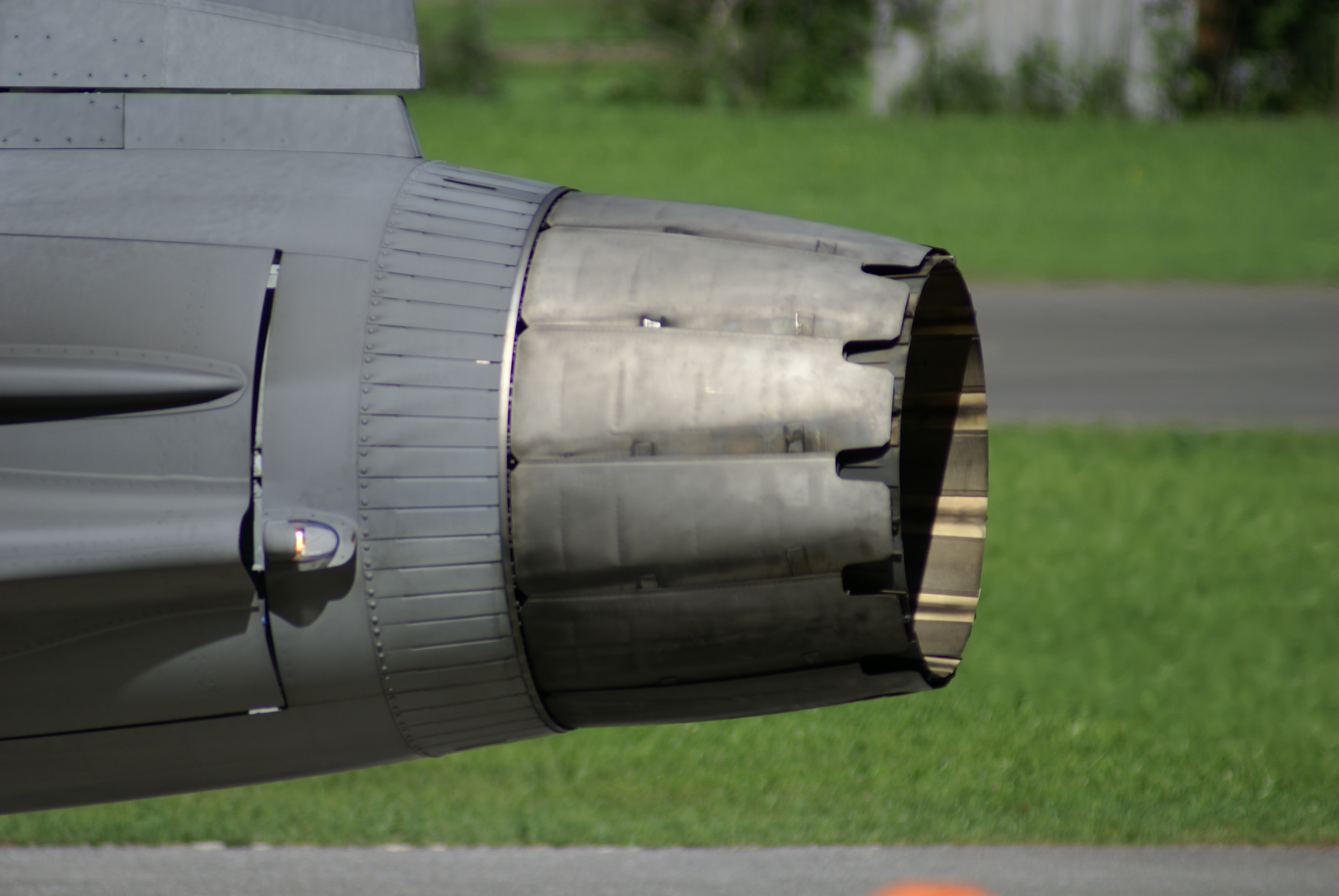
فوهة محرك الطائرة

- الطيران الأول: 1991
- سنة الدخول للخدمة: 1997

### الابعاد
- عرض الاجنحة: 8,40 م
- الطول: 14,10 م
- الارتفاع: 4,70 م

### المحرك
كل الطائرات الموجودة في الخدمة منذ يناير 2014 مزودة بمحرك Volvo RM12 [الإنجليزية]
 وهو نسخة مشتقة من محرك جنرال إلكتريك إف-404 ‏ تم تحسين اداء المحرك وجعلها موافقا لمتطلبات السلامة للطائرات ذات المحرك الواحد، كما تم تحسين مقاومة المحرك لحوادث ضربات الطيور كما تم تعديل الكثير من الأنظمة والأجزاء لتقليل متطلبات الصيانة، بحلول نوفمبر 2010 اكملت الجريبن 143000 ساعة طيران بدون حادثة سببها المحرك وهو رقم قياسي في عالم الطائرات احادية المحرك.
النسخة E , F من الطائرة تحت التطوير لتزويدها بالمحرك F414G powerplant وهو أحد إصدارات General Electric F414 ويمكنه إنتاج قوة دفع أكثر بحوالي 20% من المحرك الحالي Volvo RM12 [الإنجليزية]
 مما سيمكن الطائرة من التحليق اعلى من سرعة الصوت بدون استخدام وحدة الأحتراق اللاحقة.

## الاوزان كغم
- فارغة: 6622
- الوزن الطبيعي للإقلاع: 8700
- الوزن الكلي للأقلاع: 12974
- الوقود: 2268

## القوة الدافعة (كيلونيوتن)
- دفع عادي: 54,00
- الحارق الخلفي: 80,51

## القابليات
- السرعة الافقية القصوى: 2125 كم \ساعة
- عند مستوى البحر: 1400 كم \ساعة
- المدى: 3300 كم
- سرعة التسلق م\ ثا: 4700
- سقف الارتفاع: 19000 م
- واجب التحميل الأقصى: +9
- الطاقم: 1

## التسليح والتجهيز
- 1 مدفع رشاش 27 ملم من نوع ماوزر بي كي 27 , عدد 120 طلقة وهو مركب بالطائرة احادية المقعد فقط.

### نقاط التعليق:
8 نقاط تعليق، ثلاث نقاط تحت كل جناح واثنتين تحت خزان الوقود وهي قابلة لتثبيت أي من الاسلحة التالية:
- 6 صواريخ جو-جو من طراز إيه آي إم-9 سايدويندر على طرفي الجناحين
- صواريخ من طراز AIM-120_AMRAAM]</nowiki>]]
- 4 صواريخ جو- أرض من طراز مافريك
- 2 *KEPD 350 [الإنجليزية]
 صواريخ كروز المطلقة من الجو.
- 2 صواريخ المضادة للسفن من طراز ار بي اس 15
- 4 ميتور (صاروخ) صواريخ جو جو موجهة بالرادار وهي لاتزال تحت التطوير

## وصلات خارجية
- الموقع الرسمى للطائرة جاس-39.